# Rubrius scottae
Rubrius scottae är en spindelart som beskrevs av Cândido Firmino de Mello-Leitão 1940. 
Rubrius scottae ingår i släktet Rubrius och familjen mörkerspindlar. Inga underarter finns listade i Catalogue of Life.